# Старопісочнянська сільська рада
Старопісо́чнянська сільська́ ра́да — адміністративно-територіальна одиниця та орган місцевого самоврядування в Городоцькому районі Хмельницької області. Адміністративний центр — село Стара Пісочна.

## Загальні відомості
Старопісочнянська сільська рада утворена в 1923 році.
- Територія ради: 35,181 км²
- Населення ради: 999 осіб (станом на 2001 рік)
- Територією ради протікає річка Чорнивідка

## Населені пункти
Сільській раді підпорядковані населені пункти:
- с. Стара Пісочна
- с. Нова Пісочна

## Склад ради
Рада складається з 16 депутатів та голови.
- Голова ради:
- Секретар ради: Слісарчук Галина Володимирівна

### Керівний склад попередніх скликань
| Прізвище, ім'я, по батькові | Основні відомості                                                             | Дата обрання | Дата звільнення |
| --------------------------- | ----------------------------------------------------------------------------- | ------------ | --------------- |
| Боднарчук Петро Іванович    | Сільський голова, 1951 року народження, освіта незакінчена вища, безпартійний | 26.03.2006   | 31.10.2010      |
| Боднарчук Петро Іванович    | Сільський голова, 1951 року народження, освіта незакінчена вища, безпартійний | 31.10.2010   | 26.06.2015      |

Примітка: таблиця складена за даними сайту Верховної Ради України

### Депутати
За результатами місцевих виборів 2010 року депутатами ради стали:

#### За суб'єктами висування
| Суб'єкт висування | Кількість обраних депутатів | %    |
| ----------------- | --------------------------- | ---- |
| Самовисування     | 8                           | 50   |
| Народна партія    | 7                           | 43,8 |
| Партія регіонів   | 1                           | 6,3  |

#### За округами
| № округу        | Прізвище, ім'я, по батькові         | Дата визнання обраним | Освіта             | Партійна приналежність | Відомості про обраного депутата                     |
| --------------- | ----------------------------------- | --------------------- | ------------------ | ---------------------- | --------------------------------------------------- |
| Народна Партія  |                                     |                       |                    |                        |                                                     |
| 8               | Федоров Микола Анатолійович         | 09.11.2010            | середня спеціальна | позапартійний          | тимчасово не працює                                 |
| 9               | Лавренюк Марія Миколаївна           | 09.11.2010            | вища               | позапартійна           | Старопісочнянська сільська рада, головний бухгалтер |
| 11              | Чоп Антон Іванович                  | 09.11.2010            | вища               | позапартійний          | пенсіонер                                           |
| 12              | Ковальчук Степан Іванович           | 09.11.2010            | вища               | позапартійний          | Священик                                            |
| 13              | Веретельник Володимир Володимирович | 09.11.2010            | середня спеціальна | позапартійний          | пенсіонер                                           |
| 15              | Ковальківський Сергій Сергійович    | 09.11.2010            | вища               | позапартійний          | тимчасово не працює                                 |
| 16              | Цісар Віктор Семенович              | 09.11.2010            | середня            | позапартійний          | тимчасово не працює                                 |
| Партія регіонів |                                     |                       |                    |                        |                                                     |
| 14              | Слісарчук Галина Володимирівна      | 09.11.2010            | вища               | член Партії регіонів   | Сільська рада, секретар                             |
| Самовисування   |                                     |                       |                    |                        |                                                     |
| 1               | Лавренюк Василь Іванович            | 19.09.2011            | вища               | позапартійний          | СФГ «Колос», голова                                 |
| 2               | Багрій Ніна Володимирівна           | 09.11.2010            | вища               | позапартійна           | Старопісочнянська загальноосвітня школа, вчитель    |
| 3               | Ковальчук Марія Михайлівна          | 09.11.2010            | вища               | позапартійна           | Старопісочнянська загальноосвітня школа, вчитель    |
| 4               | Маслянко Сергій Арсентійович        | 09.11.2010            | середня спеціальна | позапартійний          | пенсіонер                                           |
| 5               | Маївка Володимир Володимирович      | 09.11.2010            | середня спеціальна | позапартійний          | тимчасово не працює                                 |
| 6               | Леус Ксенія Іванівна                | 09.11.2010            | середня спеціальна | позапартійна           | пенсіонер                                           |
| 7               | Сльоз Михайло Васильович            | 09.11.2010            | вища               | позапартійний          | Городоцький цегельний завод, робітник               |
| 10              | Підлісна Ніна Михайлівна            | 09.11.2010            | середня спеціальна | позапартійна           | Городоцька ЦРЛ, медсестра                           |